# 組合立土岐郡中央高等学校
組合立土岐郡中央高等学校（くみあいりつときぐんちゅうおうこうとうがっこう）とは、かつて岐阜県土岐郡土岐津町（現・土岐市）にあった公立の定時制高等学校。

## 概要
土岐郡の三か町村（泉町・土岐津町・肥田村）の学校組合の定時制高校であり、岐阜県土岐郡泉町土岐津町肥田村三か町村学校組合立土岐郡中央高等学校とも称した。1953年（昭和28年）廃校。廃校後、定時制は新設の岐阜県立土岐商業高等学校定時制に引き継がれた。
開校から廃校まで独立校舎は無く、廃校時は土岐津町立土岐津小学校を仮校舎としていた。

## 沿革
- 1949年（昭和24年）
  - 4月1日 - 岐阜県土岐郡泉町土岐津町肥田村三か町村で学校組合を結成。学校組合立土岐郡中央高等学校の設立が認可される。
  - 8月15日 - 開校。泉町立泉小学校の一部を仮校舎とする。
  - 9月1日 - 下石町に岐阜県土岐郡下石町妻木町ニか町学校組合立土岐郡中央高等学校下石分校が開校。
- 1950年（昭和25年）4月10日 - 駄知町に駄知町立土岐郡中央高等学校駄知分校が開校。
- 1951年（昭和26年）3月31日 - 下石分校が陶南分校に改称する。
- 1952年（昭和27年）4月14日 - 本校が土岐津町立土岐津小学校の校舎の一部に移転する。
- 1953年（昭和28年）3月31日 - 廃校。生徒は土岐商業高等学校定時制へ、駄知分校と陶南分校は岐阜県立土岐商業高等学校の分校として引き継がれた。

## その他
岐阜県立土岐商業高等学校の開校年は1953年（昭和28年）であるが、土岐商業高等学校の定時制は組合立土岐郡中央高等学校を引き継いである。そのため、定時制に関しては土岐商業高等学校の開校年は1949年（昭和24年）と解釈もできる。